# 観測
観測（かんそく）とは、
- 自然現象の推移や変化を観察したり測定したりすること[1]。（天文学、気象学などの用語）
- 様子を見て（観て）、成り行き（起きるであろうこと）を推し測ること[1]。

## 天文学や気象学などの用語
天文学や気象学で言う「観測」とは、自然現象の移り変わりや変化を観察・測定することである。
一般的に、人が自分の眼で観察して（＝じっくりと細部まで観て）、測定する（＝ものごとの量的な側面に着目し、数字化する）ということになる。
人が自分の眼をまず用い、そしてしばしば何らかの測定機器類も用いる。（最近は観測の自動化も進んできている。）
天文現象の観測は天体観測と言い、気象現象の観測は気象観測と言う。
なお気象庁が実施している気象観測業務は、大きく分けると「地上気象観測」「高層気象観測」「レーダー気象観測」「衛星気象観測」に分けられる。
また、「海洋観測」「オーロラ観測」「地震観測」など様々なタイプ・分類がある。
観測を行うための場所・施設を「観測所」と言う。観測に用いる装置を「観測装置」と言う。
量子力学では、観測は重要な意味を持つ（観測理論、観測問題）。
観測という用語は、社会科学分野でも使用される。社会的現象を観察し、測定するのである。
軍事分野では、「砲弾の弾着観測」などと用いる。たとえば、旧日本海軍では、砲弾が着水した位置を観測する小型航空機を「水上観測機」と呼び、「F」という機種記号を与えていた。英語の機種記号ではObservationの「O」である。
（地図作成や工事などの）測量の領域でも「観測」という用語を用いる。「方向観測法」など。

## 様子を見て推しはかる
また「観測」は、様子を見て（観て）、成り行き（起きるであろうこと）を推し測ること。
物事を注意深く見て、変化や成り行きを予測すること。
「世界の情勢を観測する」「希望的観測」などと用いる。
関連用語
予測、景気予測、観天望気、地震予知、噴火予知